# Connector mini-DIN
Connector mini-DIN  designa a una família de connectors amb forma circular, tots amb un diàmetre de 9,5 mm i un nombre variat de pins al seu interior. Encara dissenyats inicialment com a mers connectors elèctrics, són molt populars en electrònica i informàtica, havent avançat al connector DIN més gran. Tots dos són estàndards del Deutsches Institut für Normung, l'organisme alemany d'estandardització. Els connectors Mini-DIN tenen un diàmetre de 9,5 mm i set conjunts de pins interiors, de 3 a 9, Excepte en el de setembre hi ha 3 mini osques-guia en la carcassa. Cada varietat té un  connector clau  que impedeix que es puguin connectar cables d'una combinació diferent.
No obstant això, abunden les variacions propietàries fora de l'estàndard, que popularment també es designen com mini-DIN. Un exemple d'això és el GeoPort d'Apple Computer, que és un connector Mini-DIN 8 amb un pin addicional, i té la capacitat d'acceptar cables GeoPort de 9 forats i els cables serials Macintosh que fan servir l'estàndard de 8 pins.

## Aplicacions

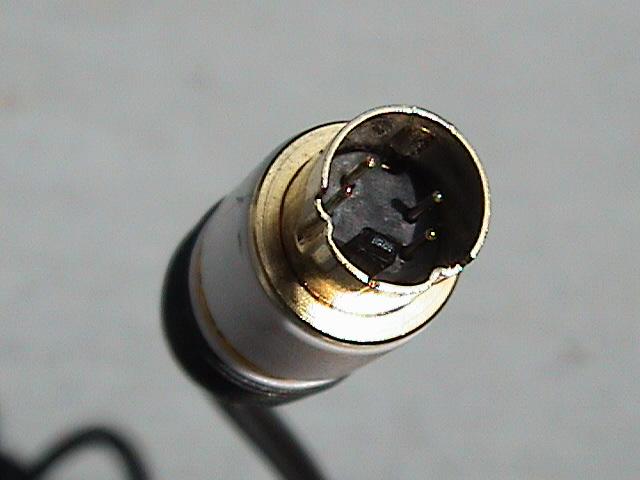
4 pin mini-DIN per S-Video.

Els connectors Mini-DIN són molt populars en diferents aplicacions, sobretot en connexions de senyals àudio/vídeo, informàtiques o fonts d'alimentació DC de baix voltatge.
- Xarxa local apple LocalTalk (Mini-DIN 3)
- Connector VESA de dispositius estereoscòpics (Mini-DIN 3)
- Apple Desktop Bus (Mini-DIN 4)
- S-Video (Mini-DIN 4)
- Port PS/2 per teclat/ratolí (Mini-DIN 6)
- Interfície TNC de mòdem-ràdio per radioaficionat (Mini-DIN 6)
- Font d'alimentació DC per a dispositius electrònics (Mini-DIN 6)
- Port sèrie Macintosh RS-422 (Mini-DIN 8)
- Apple GeoPort (Mini-DIN 8 modificat amb un pin addicional)
- Port VIU a targetes gràfiques i digitalitzadores (Mini-DIN 8)
- Sega Mega Drive II (Mini-DIN 9)
- Sega 32X (Mini-DIN 9)
- Sega Saturn (Mini-DIN 10, no estàndard)
- Commodore 16/Commodore Plus/4/Commodore 116 Joystick i datasette (Mini-DIN 7)
- Acorn Archimedes (Mini-DIN 9 ratolí, Mini-DIN 6 teclat extern)
- Alpine Electronics iPod Interfície (Mini-Din 10, no estàndard)
- JVC Mini-Din 8 (no estàndard)
- ATI All-in-Wonder 9700 PRO (Mini-Din 10)
- NEC Corporation PC Engine interfície de gamepads (Mini-DIN 8)